# Tatjana Dmitrieva
Tatjana Dmitrieva (Ivanovo, 21 de dezembro de 1951 - Moscou, 1 de março de 2010) foi uma psiquiatra e política russa.
Dmitriyeva escreveu durante sua carreira de mais de 300 trabalhos técnicos. Foi membro correspondente da Academia Russa de Ciências Médicas e foi homenageada também com a Ordem de Mérito para a Pátria.